# La Savoyarde
Pour la montagne appelée « la Savoyarde », voir Roc de Tormery.

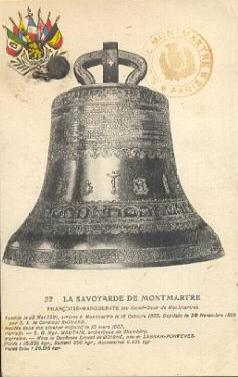
Gravure de la Savoyarde, (1895), Fonderie Paccard.

La Savoyarde (de son vrai nom « Françoise Marguerite du Sacré-Cœur de Jésus ») est le nom de baptême de la plus grosse cloche de France qui se trouve dans le campanile de la basilique du Sacré-Cœur de Montmartre, à Paris.

## Histoire
Fondue le 13 mai 1891 par la fonderie Paccard située en Haute-Savoie, cette cloche en bronze sonne le contre-ut.
Avec un poids de 18 835 kg, pour 3,03 m de diamètre et 9,60 m de circonférence extérieure, une épaisseur à la base de 22 cm et un battant de 850 kg, elle est le sixième plus lourd bourdon existant en Europe derrière celui de la cathédrale du Salut de la Nation Roumaine de Bucarest en Roumanie (25 190 kg), la Petersglocke de Cologne en Allemagne (24 000 kg), l'Olympic bell de Londres au Royaume-Uni (23 311 kg), Maria Dolens de Rovereto en Italie (22 639 kg), et le Pummerin de Vienne en Autriche (20 130 kg). Avec ses accessoires, son poids officiel atteint un total de 19 685 kg.
Elle fut offerte par les quatre diocèses de Savoie. L'arrivée du fardier à la basilique du Sacré-Cœur le 16 octobre 1895, tiré par un attelage de 28 chevaux, fut un événement à Paris.
En 1969, la Savoyarde est rejointe par quatre autres cloches (Félicité, Louise, Nicole et Élisabeth qui sonnent do, ré, mi, fa) provenant de l’église Saint-Roch.
Elle sonne uniquement pour les grandes fêtes religieuses, notamment à l'occasion de Pâques, de la Pentecôte, de l'Ascension, de Noël, de l'Assomption et de la Toussaint ; on pouvait l'entendre à l'époque à 10 km à la ronde.
Installée en lancé-franc, elle est installée en rétro-lancé en 1947 à cause de la pression exercée sur le beffroi.